# Пинский, Матвей Савельевич
Матвей Савельевич Пи́нский (21 сентября 1916 — 8 сентября 1987) — командир танкового батальона (44-я гвардейская танковая бригада, 11-й гвардейский танковый корпус, 1-я гвардейская танковая армия, 1-й Белорусский фронт), гвардии майор. Герой Советского Союза.

## Биография
Матвей Савельевич Пинский родился 21 сентября 1916 года на станции Зилово (ныне Чернышевского района Забайкальского края).
Образование среднее. Член КПСС с 1943 года.
Матвей Савельевич с 1933 по 1937 годы работал счетоводом в колхозе в селе Луко Хмельницкого района Винницкой области, затем нарядчиком пассажирской службы на станции Малоярославец Калужской области, проживал в деревне Коллонтай.
В Красную Армию призван в 1937 году Малоярославским райвоенкоматом Калужской области. В 1939 окончил Саратовское бронетанковое училище.
С июня 1941 года воевал на фронте Великой Отечественной войны.
Гвардии майор М. С. Пинский отличился в боях при форсировании реки Пилица восточнее города Нове-Място (Польша).
После войны М. С. Пинский служил в рядах Советской Армии. В 1949 Матвей Савельевич окончил Высшую офицерскую бронетанковую школу.
С 1960 года подполковник запаса, работал заведующим лабораторией, инженером по технике безопасности, заведующим отделом охраны труда в Уфимском нефтяном институте.
Умер 8 сентября 1987 года. Похоронен в городе Уфе на Южном кладбище.

## Подвиг
«15 января 1945 года танковый батальон (44-я гвардейская танковая бригада, 11-й гвардейский танковый корпус, 1-я гвардейская танковая армия, 1-й Белорусский фронт) гвардии майора Пинского М. С. в числе первых форсировал реку Пилица восточнее польского города Нове-Място. В боях за города Рава-Мазовецка, Ловичи, Цегельно, Вельнау М. С. Пинский со своим батальоном занял шоссейные и железные дороги, перерезав таким образом коммуникации противника. Развивая наступление, батальон М. С. Пинского с двумя взводами танков и мотопехоты северо-восточнее города Лодзь, в районе города Вельнау, захватил аэродром противника, на котором было до 70 вражеских самолётов».
Указом Президиума Верховного Совета СССР от 27 февраля 1945 года за умелое командование батальоном и проявленные мужество и героизм в боях с немецко-нацистскими захватчиками гвардии майору Пинскому Матвею Савельевичу присвоено звание Героя Советского Союза с вручением ордена Ленина и медали «Золотая Звезда» (№ 5143).

## Награды и звания
- Герой Советского Союза (27.02.1945)[3][4].
- Орден Ленина (27.02.1945).
- Орден Красного Знамени (16.09.1942)[5].
- Орден Красного Знамени (12.06.1945)[6].
- Орден Александра Невского (22.08.1943)[7].
- Орден Отечественной войны I степени (06.04.1985)[8].
- Орден Красной Звезды.
- Медали.

## Оценки и мнения
По воспоминаниям бывшего командира танковой роты Н. Н. Борисова, который служил под руководством комбата М. С. Пинского:

С первой нашей встречи комбат своей открытостью, простотой сразу внушил доверие как командир и человек. Сразу чувствовалось, что он от природы порядочный человек… никогда не порол горячку. Никогда не стремился сразу наказать. Не нагрубит, не оскорбит, не обругает на ходу, как другие. Наоборот, всегда очень разумно разбирался даже в пустяках. И когда я его впервые увидел в том бою на ручье, в непростой обстановке, его поведение, решения, оценки, я сразу понял, вот образец, на который нужно равняться.

## Память
- В городе Уфе имя М. С. Пинского носит улица; на доме, где он жил, установлена мемориальная доска[11].
- В Уфимском государственном нефтяном техническом университете открыт музей Героя.
- В честь Матвея Пинского был назван Лицей 83 в Уфе.